# Dugommier (Métro Paris)

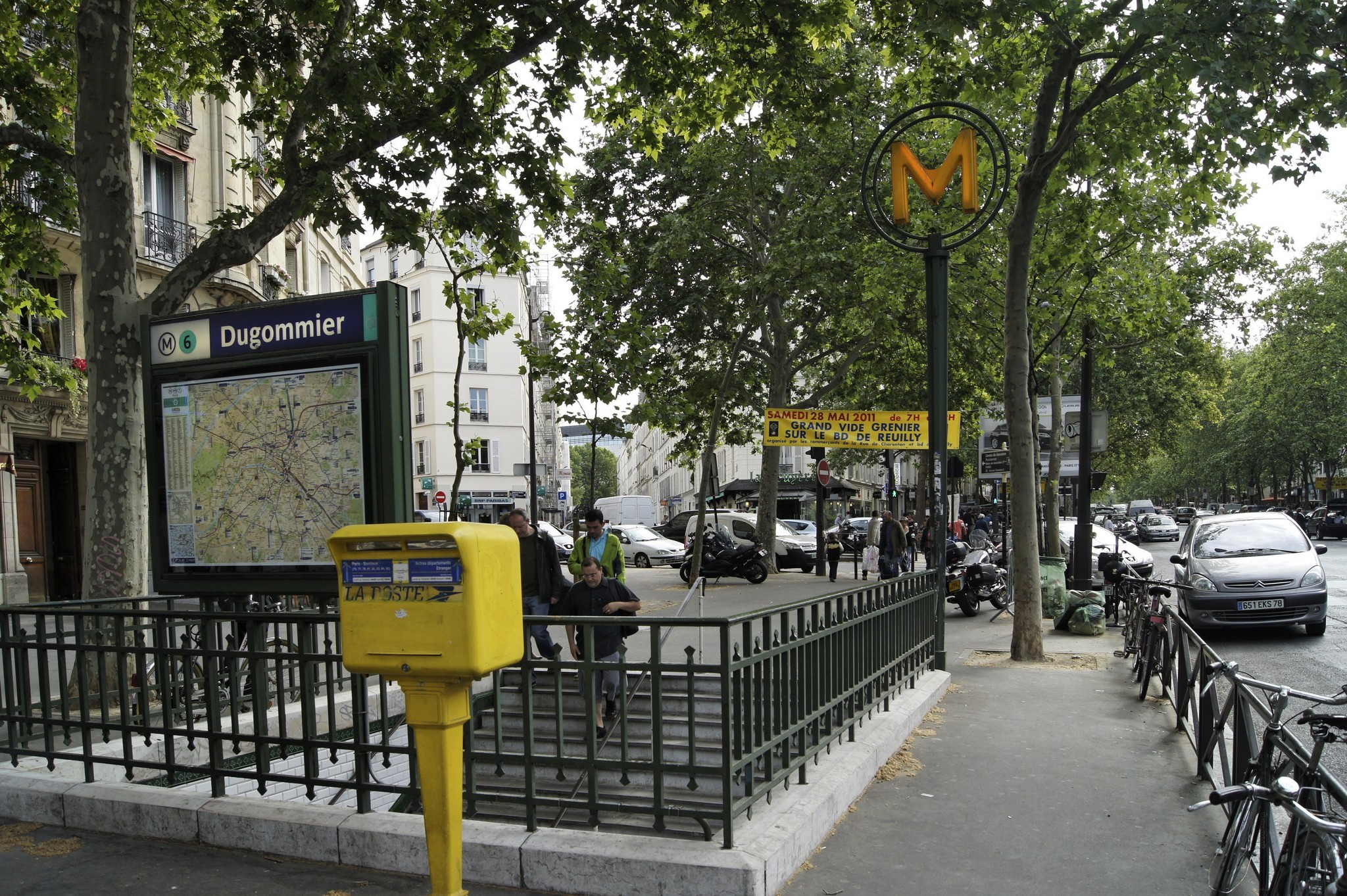
Zugang am Boulevard de Reuilly, links die Einmündung der Straßen Rue Dubrunfaut und Rue Dugommier

Der U-Bahnhof Dugommier [dyɡɔmje] ist eine unterirdische Station der Linie 6 der Pariser Métro.

## Lage
Die Station befindet sich an der Grenze des Quartier de Picpus mit dem Quartier de Bercy im 12. Arrondissement von Paris. Sie liegt längs unter dem Boulevard de Reuilly in Höhe dessen Kreuzung mit der Rue de Charenton.

## Name
Namengebend ist die dort einmündende Rue Dugommier. Der General Jacques François Dugommier (1738–1794) befehligte u. a. 1793 die Belagerung der Stadt Toulon, die er mit Hilfe seines Untergebenen Napoleon Bonaparte schließlich erobern konnte.
Bis zum 12. Juli 1939 hatte die Station nach der in den Vorort Charenton-le-Pont führenden Rue de Charenton den Namen „Charenton“. Er wurde vermutlich geändert, um Verwechslungen vorzubeugen, da an der Verlängerung der Linie 8 nach Charenton-le-Pont bereits gebaut wurde.

## Geschichte und Beschreibung
Die Station wurde am 1. März 1909 von der Compagnie du chemin de fer métropolitain de Paris (CMP) in Betrieb genommen, als deren Strecke von Nation bis Place d’Italie eröffnet wurde. Diese war der erste und zugleich letzte neu eröffnete Abschnitt der Linie 6. Im Juli 1974 wurde die Linie 6 auf den Betrieb mit gummibereiften Zügen umgestellt.
Die 75 m lange Station liegt unter einem verputzten, weiß gestrichenen elliptischen Deckengewölbe. Sie hat 4 m breite Seitenbahnsteige an zwei Streckengleisen und weiß geflieste Seitenwände, die der Krümmung der Ellipse folgen. Der einzige Zugang liegt nahe der Einmündung der Rue Dubrunfaut, er ist durch ein gelbes „M“ in einem Doppelkreis markiert.

## Fahrzeuge
Vor 1974 verkehrten auf der Strecke Züge der Bauart Sprague-Thomson. Seit der Umstellung der Linie 6 auf gummibereifte Fahrzeuge laufen dort aus drei Trieb- und zwei Beiwagen zusammengesetzte Züge der Baureihe MP 73. Seit Januar 2023 wird auch die Baureihe MP 89 CC auf der Linie 6 eingesetzt.

## Umgebung
In der Nähe der Station befindet sich auf einer stillgelegten Eisenbahnstrecke die Grünanlage Promenade plantée.